# 切哈努夫縣

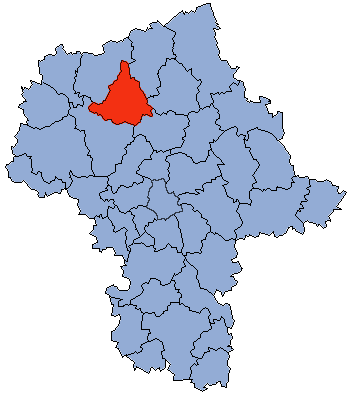

52°52′N 20°38′E / 52.867°N 20.633°E
切哈努夫縣（波蘭語：Powiat ciechanowski），是波蘭的縣份，位於該國中東部，由馬佐夫舍省負責管轄，首府設於切哈努夫，面積1,063平方公里，2006年人口91,050，人口密度每平方公里86人。